# Hemidactylus brasilianus
Hemidactylus brasilianus is een hagedis uit de infraorde gekko's (Gekkota) en de familie Gekkonidae.

## Naam en indeling
De wetenschappelijke naam van de soort werd voor het eerst voorgesteld door Afrânio Pompílio Gastos do Amaral in 1935. Oorspronkelijk werd de naam Briba brasiliana gebruikt. De soortaanduiding brasilianus betekent vrij vertaald 'van Brazilië'.

## Verspreiding en habitat
Hemidactylus brasilianus komt voor in delen van Zuid-Amerika en leeft endemisch in Brazilië. De hagedis is hier aangetroffen in de deelstaten Minas Gerais, Bahia, Pernambuco, Ceará, Piauí en Rio Grande do Norte. De habitat bestaat uit droge savannen.

## Beschermingsstatus
Door de internationale natuurbeschermingsorganisatie IUCN is de beschermingsstatus 'veilig' toegewezen (Least Concern of LC).